# Аджич, Сильвио
Сильвио Аджич (нем. Silvio Adzic; род. 23 сентября 1980, Грюнштадт, Бад-Дюркхайм) — немецкий футболист, вингер.

## Клубная карьера
Молодёжную карьеру провёл в клубе «Кайзерслаутерн». В 1998 году стал получать вызов во вторую и основную команды «красных дьяволов». 30 сентября 2000 года дебютировал в Бундеслиге, выйдя на замену на 68 минуте в матче против «Энерги Котбус». Свой первый гол в высшем немецком дивизионе забил в своём первом сезоне в матче против «Гамбурга».
В 2003 году перешёл в состав команды «Любек» из Второй Бундеслиги. После вылета клуба в региональную лигу, Аджич стал игроком «Унтерхахинг», где сыграл 32 матча и забил гола.
Сезон 2006/07 провёл в «Кобленце», где не смог заиграть, сыграв 4 матча. Также играл за «Оггерсхайм», «Айленбург» и «Альтлайнинген». С 2015 года играет за «Нидеркирхен».

## Достижения
- Финалист Кубка Германии: 2002/03